# Mosambik-Langflügelfledermaus
Die Mosambik-Langflügelfledermaus (Miniopterus mossambicus) ist ein in Ostafrika verbreitetes Fledertier in der Gattung der Langflügelfledermäuse. Vor der Erstbeschreibung im Jahr 2013 wurden Exemplare der Population der eigentlichen Langflügelfledermaus (Miniopterus schreibersi) oder der Brüderchen-Langflügelfledermaus (Miniopterus fraterculus) zugerechnet.

## Merkmale
Diese Fledermaus erreicht eine Kopf-Rumpf-Länge von 52 bis 54 mm, eine Schwanzlänge von 47 bis 50 mm und ein Gewicht von 6,7 bis 9 g. Sie hat 41 bis 45 mm lange Unterarme, Hinterfüße von 6 bis 9 mm Länge und 9 bis 10 mm lange Ohren. Auf der Oberseite kommt graubraunes Fell vor und die Haare der Unterseite sind an der Wurzel dunkel sowie an den Spitzen hell, was ein helleres Graubraun erzeugt. Die abgerundeten Ohren sind mit einem 5 bis 6 mm langen und geraden Tragus ausgerüstet.

## Verbreitung und Lebensweise
Bekannte Populationen gibt es im zentralen und nördlichen Mosambik, in angrenzenden Regionen Simbabwes, Sambias und Malawis sowie im südlichen Kenia. Vermutlich lebt die Art im dazwischen liegenden Bereich von Tansania. Die Exemplare halten sich im Hügel- und Bergland zwischen 420 und 1800 Meter Höhe auf.
Schätzungsweise nutzen die Tiere verschiedene Landschaften zur Jagd auf Insekten. Diese nachtaktive Fledermaus ruht in Höhlen und alten Bergwerksstollen. Eine Untersuchung der Gefährdung durch die IUCN ist noch nicht erfolgt.